# Слободчикова (Челябинская область)
Слободчикова — деревня в Каслинском районе Челябинской области России. Входит в состав Огневского сельского поселения.

## География
Деревня Слободчикова находится на левом берегу реки Синары, примерно в 42 километрах к северо-востоку от районного центра, города Касли, на высоте 191 метра над уровнем моря.

## История
Деревня была основана в 1731 году. Название связано с фамилией основателей (братьев Василия, Евдокима и Фёдора Слободчиковых). В период коллективизации в Слободчикове был создан колхоз имени Сталина, позднее включённый на правах отделения, в состав совхоза «Багарякский». С 1968 года колхоз являлся частью совхоза «Огневский».

## Население
| 2002 | 2010 |
| ---- | ---- |
| 22   | ↘20  |

По данным Всероссийской переписи, в 2010 году численность населения деревни составляла 20 человек (12 мужчин и 8 женщин).

## Улицы
В деревне Слободчиковой одна улица — Синарская.